# El rey
El rey és una pel·lícula hispano-franco-colombiana dirigida per José Antonio Dorado Zúñiga filmada i estrenada l'any 2004, la qual conta la història de Pedro Rey i els inicis del narcotràfic a Colòmbia.
Guanyadora de diversos premis culturals i de selecció pública al voltant del món. va estar nominada als Goya a la millor pel·lícula estrangera de parla hispana a Espanya i era candidata per a participar en els Premis Oscar de 2005 en la nominació de Millor Pel·lícula Estrangera, encara que no va aconseguir entrar en la categoria final.

## Argument
La pel·lícula, que se situa a la ciutat colombiana de Cali a la fi dels anys 60 narra la història de Pedro Rey, un dels primers caps dels càrtels colombians del narcotràfic, el seu progrés des de la propietat d'un local nocturn fins a arribar a dominar el mercat dels mateixos Estats Units i posterior caiguda. Es narra la corrupció de tots els estaments polítics, que permeten que la gent sense principis pugui ascendir a base de mort i diners.

## Curiositats
José Antonio Dorado, director del film, va tenir un cameo en una de les escenes. És vist en una escena que transcorre als Estats Units, en prendre una foto de Pedro Rey i la seva parella.